# 숙명공주 (신라)
숙명공주(叔明公主, ? ~ 603년)는 화랑세기(花郞世記)에만 등장(登場)하는 신라(新羅)의 왕족(王族)으로 제4대 풍월주(風月主) 이화랑(二花郞) 537년의 부인(夫人)이다. 진흥왕(眞興王)의 왕비(王妃)이기도 했으며 화랑세기(花郞世記)에만 등장(登場)하는 정숙태자(貞肅太子)의 어머니이다.

## 생애
학계에서 위서 논란이 있는 《화랑세기》에 따르면, 숙명은 이사부와 지소태후 사이에서 태어난 딸이다. 어머니를 따라 성골정통이었으며, 성골정통으로 대를 잇게 하려는 지소태후의 뜻에 따라 이부(異父)오빠인 진흥왕의 후비가 되었다. 진흥왕은 어릴 때부터 왕후로 정해진 사도왕후를 사랑하였고, 숙명과는 어머니가 같은 남매 사이라고 하여 깊이 사랑하지는 않았지만 아껴 주었다. 숙명의 배후 세력 때문에도 무시하지 못하였다고 한다. 숙명은 진흥왕과의 사이에서 아들 정숙을 낳았고 지소태후의 입김으로 정숙이 태자가 되었다.
왕후가 되기 이전부터 궁중에서 이화랑과 사통하였으며, 왕후가 된 이후에도 이화랑을 사랑하였다. 이 사실이 들통나자 이화랑과 함께 도망쳤고, 이로 인해 정숙은 혈통을 의심받아 태자에서 폐출되고 숙명 역시 폐비되었다. 그러나 이로 인해 아들을 태자로 옹립할 수 있었던 사도왕후가 이화랑과 숙명을 옹호하였기 때문에 용서를 받고 이화랑과 정식으로 결혼하게 되었다. 이화랑과의 사이에서 원광과 보리 등을 낳았다고 한다. 말년에는 남편 이화랑을 따라 영흥사(永興寺)로 들어가 불도에 힘쓰며 살았다.

## 가계
- 아버지: 이사부(異斯夫, 생몰년 미상)
- 어머니: 지소태후(只召太后, 생몰년 미상)
  - 남편: 진흥왕(眞興王, 534~576년 재위:540~576)
    - 장자: 정숙태자(貞肅太子, 생몰년 미상)

  - 남편: 이화랑(二花郞, 537~603)
    - 차자: 원광(圓光, 572~640[1])
    - 삼자: 보리공(菩利公, 573~ ? 풍월주:591~596)
    - 장녀: 화명(花明, 생몰년 미상)
    - 차녀: 옥명(玉明, 생몰년 미상)

## 숙명공주가 등장하는 작품
- 《삼국기》(KBS, 1992년~1993년, 배우:허진)
- 《화랑》(KBS2, 2016년~2017년, 배우:서예지)